# Diazinon
Diazinon ist ein Thiophosphorsäureester, der als nicht-systemisches Insektizid und Akarizid eingesetzt wird. Entwickelt wurde Diazinon 1952 von H. Gysin beim Schweizer Unternehmen Geigy, das später in Novartis und danach in Syngenta überging.

## Geschichte
Diazinon war von Geigy als Nachfolgeprodukt für DDT vorgesehen. 1953 wurde die DDT-Herstellung im Werk Schweizerhalle bei Basel vorübergehend, ab 1955 dann endgültig eingestellt, weil die Kapazitäten für Diazinon benötigt wurden. Bei der Herstellung von Diazinon waren im Vergleich zu DDT die Brand- und Explosionsgefahr höher sowie die Geruchsbelästigung und die Giftwirkung für die Arbeiter größer.
Bis Ende der 1970er Jahre enthielt handelsübliches Diazinon auch giftige Verunreinigungen und Zersetzungsprodukte. Später wurden sie durch Trennverfahren entfernt oder ihr Entstehen durch den Zusatz von Stabilisatoren verhindert.

## Verwendung

### Schädlingsbekämpfung
Diazinon wird gegen Blatt- und Bodeninsekten eingesetzt, wirkt aber nicht artspezifisch, sondern greift alle Insekten an. Haupteinsatzgebiete sind die Bekämpfung von Schaben, Silberfischchen, Ameisen und Flöhen in Wohnbereichen, die nicht zur Lebensmittellagerung oder -zubereitung genutzt werden. Die toxische Wirkung beruht auf der Hemmung der Acetylcholinesterase.
Gemäß europäischer Gesetzgebung (Richtlinie 98/8/EG über das Inverkehrbringen von Biozid-Produkten) und mit Beschluss vom 8. Februar 2010 liegt ein Entscheid vor, den Wirkstoff Diazinon nicht in die entsprechende Liste (Anhang I/IA der Richtlinie 98/8/EG) für Biozidprodukte (Produktart 18) aufzunehmen. Die Abgabe von Biozidprodukte, die den Wirkstoff Diazinon enthalten, ist somit in der EU (die Schweiz hat diese Bestimmung übernommen) für Insektizide ab 1. März 2011 nicht mehr erlaubt.

### Pflanzenschutz

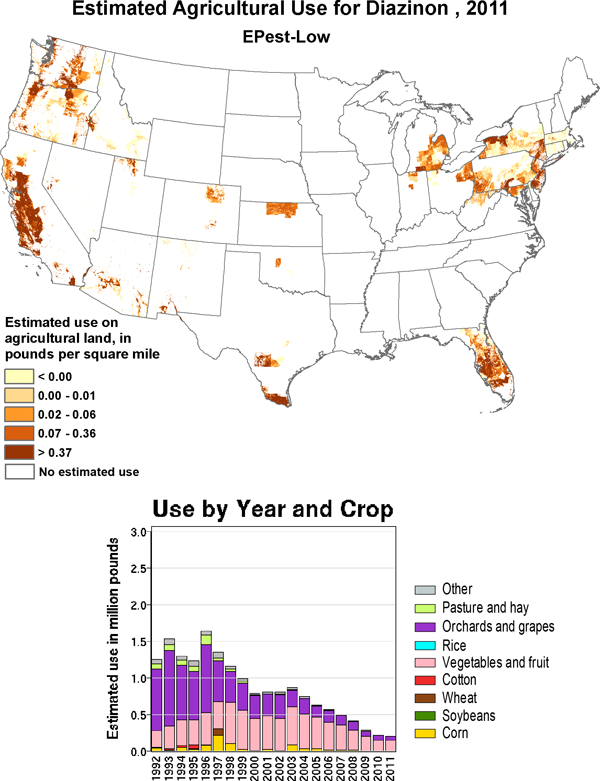
Geschätzte Ausbringungsmenge in den USA 2011

Diazinon ist als Wirkstoff in Pflanzenschutzmitteln infolge einer Entscheidung der EU-Kommission vom 6. Juni 2007 nicht mehr zugelassen. In der Schweiz wurde Diazinon am 15. Mai 2011 aus dem Anhang der zugelassenen Wirkstoffe gestrichen.
In den USA ist Diazinon noch zugelassen, gehört jedoch zu den besonders beschränkten Pflanzenschutzmitteln. Die Verwendung hat in den letzten 20 Jahren stark abgenommen.

### Ungezieferhalsband für Katzen und Hunde
Diazinon wird als Wirkstoff in Halsbändern genutzt zur äußerlichen Anwendung bei Befall von Hunden und Katzen mit Ektoparasiten wie Hundeflöhen (Ctenocephalides canis), Katzenflöhen (Ctenophalides felis), Schildzecken (Ixodes ricinus) und Braunen Hundezecken (Rhipizephalus sanguinis), beispielsweise Optipet ad us. vet. (CH).

## Toxikologie
Diazinon besitzt eine relativ hohe Toxizität für Wirbeltiere. Es wird auch über die Haut resorbiert. Vergiftungserscheinungen entsprechen denen anderer Inhibitoren von Cholinesterasen: es treten unter anderem Koliken, Übelkeit, Durchfälle und Erbrechen, Schwindelgefühl, Kopfschmerzen, unscharfes Sehen (Akkommodationsstörungen), zusammengezogene und nichtreagierende Pupillen (Miosis), Bradykardie, Blutdruckabfall bis hin zu Krämpfen und zur Apnoe auf.
Die LD50 beträgt für Ratten bei oraler Aufnahme 66 mg/kg; für Mäuse 17 mg/kg die geringste bekannte toxische Dosis (TDLo) für den Menschen liegt bei oraler Aufnahme bei 214 mg/kg. Es hat die Wassergefährdungsklasse 3 (stark wassergefährdend).
Eine Bewertung der IARC vom März 2015 kommt zum Ergebnis, dass es begrenzte Nachweise an Menschen für das krebserzeugende Potenzial von Diazinon gebe, während es überzeugende Hinweise auf eine DNS- oder chromosomenschädigende Wirkung der Substanz gebe. IARC stuft Diazinon daher in die Kategorie 2A (wahrscheinlich krebserzeugend für den Menschen, probably carcinogenic to humans) ein.
Das Europäische Arzneibuch legt als Grenzwert für Diazinon-Rückstände in pflanzlichen Drogen 0,5 mg·kg−1 fest.